# 利內克貝格山
47°07′39″N 15°28′28″E / 47.127545°N 15.474549°E

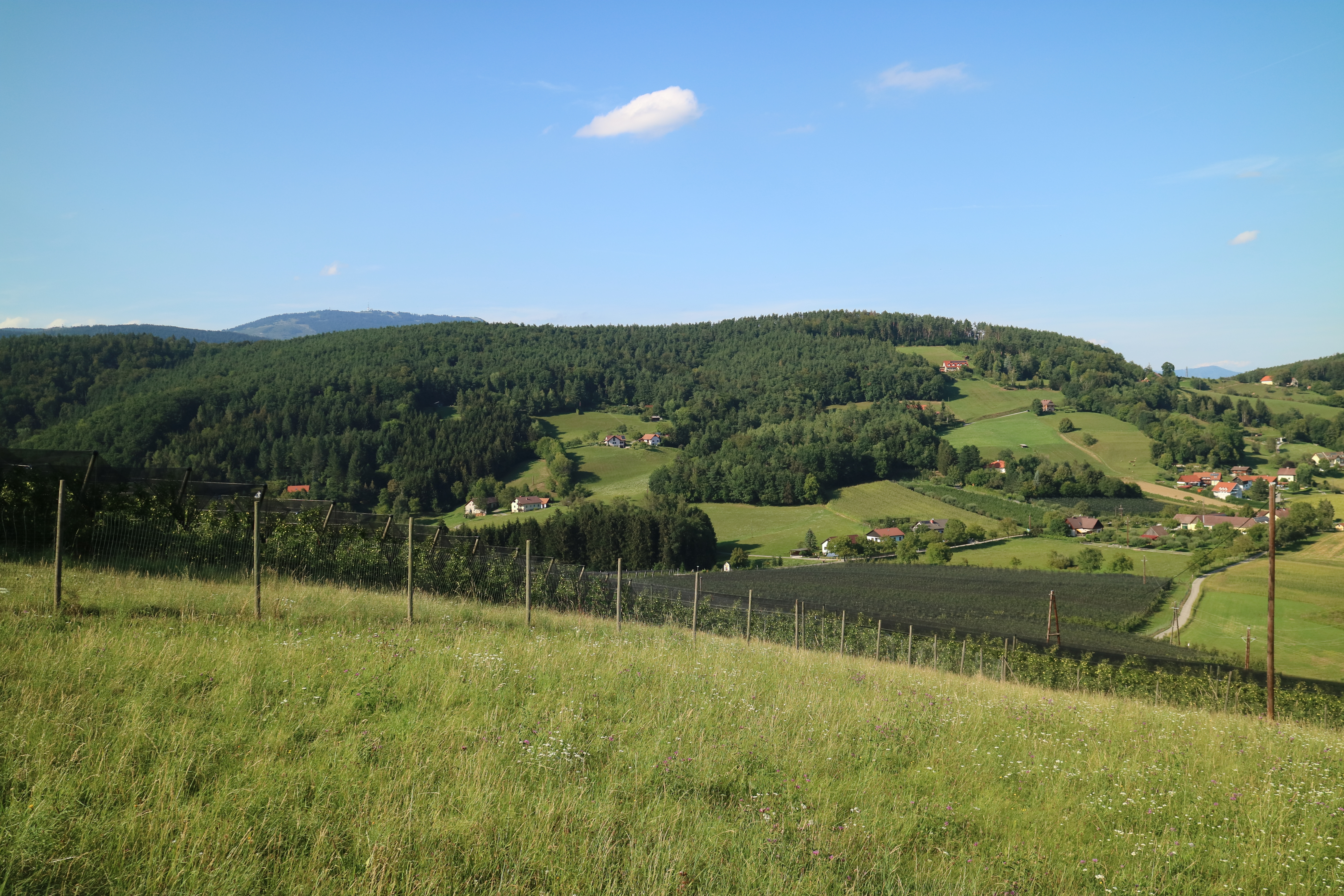

利內克貝格山（德語：Lineckberg），是奧地利的山峰，位於該國東南部，由施泰爾馬克州負責管轄，屬於格拉茨高地的一部分，處於穆爾河左岸，海拔高度702米，每年平均降雨量1,475毫米。